# Уошо (округ)
Уошо (англ. Washoe County, уошо Wá:šiw) — округ, расположенный в штате Невада (англ. Nevada). Административный центр — город Рино (англ. Reno). Численность населения округа составляла 339 486 человек по данным переписи 2000 года, 396 428 по данным 2006 года и 418 061 человек на конец 2007 года. Столицей округа является город Рино. Округ Уошоу входит в статистическую область Рино-Спаркс.

## История
Округ Уошо образован в 1861 году в числе первых девяти округов штата Невада. Своё название округ получил по имени людей племени уошо, населявших данную территорию до экспансии с Европы. В 1864 году округ был объединён с округом Руп (Roop) и столица была перенесена в 1871 году с города Уошоу в город Рино.
В 1911 году небольшая группа людей племени Баннок во главе с Майком Шошон (Shoshone Mike) убила четырёх фермеров. Для совершения возмездия 26 февраля 1911 года был сформирован отряд наёмников, который вскоре догнал группу Банноков и устроил расправу над кочевым племенем. Восемь человек отряда были убиты, трое детей и одна женщина племени были захвачены в плен. В 1994 году останки некоторых членов группы племени Баннок были репатриированы из Смитсоновского института в Резервацию индейцев Форт-Холл.

## География
По данным Бюро переписи населения США округ Уошо имеет общую площадь в 6551 квадратную милю (16 968 квадратных километров), из которых 16 426 км² занимает земля и 541 км² — вода (3,19 % от общей площади).

### Главные автомагистрали
- Автомагистраль 80
- Федеральная автодорога 395
- Автомагистраль 445
- Автомагистраль 447

### Соседние округа
- Гумбольдт — восток
- Першинг — восток
- Черчилл — восток
- Лайон — юго-восток
- Стори — юг
- Карсон-Сити — юг
- Пласер (Калифорния) — юго-запад
- Невада (Калифорния) — запад
- Сьерра (Калифорния) — запад
- Лассен (Калифорния) — запад
- Модок (Калифорния) — запад
- Лейк (Орегон) — север
- Харни (Орегон) — северо-запад

### Национальные парки
- Национальный заповедник Гумбольдт-Тойабе (часть)
- Остров Анахо
- Пустыня Дезет-Рок (часть)
- Шелдонский национальный заповедник (часть)

## Демография
По данным переписи населения 2000 года в округе Уошо проживало 339 486 человек, 83 741 семей, насчитывалось 132 084 домашних хозяйств и 4439 единиц сданного жилья. Средняя плотность населения составляла 21 человек на один квадратный километр. Расовый состав округа по данным переписи распределился следующим образом: 80,41 % белых, 2,09 % афроамериканцев, 1,82 % коренных американцев, 4,28 % азиатов, 0,46 % выходцев с тихоокеанских островов, 7,67 % смешанных рас и 3,28 % — других народностей. 16,58 % населения составляли выходцы из Испании или стран Латинской Америки.
31,10 % от всего числа зарегистрированных семей имели детей в возрасте до 18 лет, проживающих вместе с родителями, 47,90 % представляли собой супружеские пары, живущие вместе, в 10,30 % семей женщины проживали без мужей, а 36,60 % семей не являлись семьями как таковыми. 27,00 % всех зарегистрированных домашних хозяйств представляли одиночки, при этом 7,70 % составили одиночки старше 65 лет. Средний размер домашнего хозяйства составил 2,53 человека, средний размер семьи — 3,09 человека.
Население округа по возрастному диапазону по данным переписи 2000 года распределилось следующим образом: 24,90 % — жители младше 18 лет, 9,80 % — между 18 и 24 годами, 31,00 % — от 25 до 44 лет, 23,80 % — от 45 до 64 лет, 10,50 % — старше 65 лет. Средний возраст жителей округа при этом составил 36 лет. На каждые 100 женщин приходилось 102,80 мужчин, при этом на каждых сто женщин 18 лет и старше приходилось 101,80 мужчин также старше 18 лет.
Средний доход на одно домашнее хозяйство в округе составил 45.815 долларов США, а средней доход на одну семью в округе — 54 283 долларов США. При этом мужчины имели средний доход 36 226 долларов США в год против 27 953 долларов США среднегодового дохода у женщин.
Доход на душу населения в округе составил 24 277 долларов США в год. 6,70 % от всего числа семей в округе и 10,00 % от всей численности населения находилось на момент переписи населения за чертой бедности, при этом 12,20 % из них были моложе 18 лет и 6,20 % — в возрасте 65 лет и старше.

## Города и посёлки

### Крупные города
- Рино
- Спаркс

### Остальные

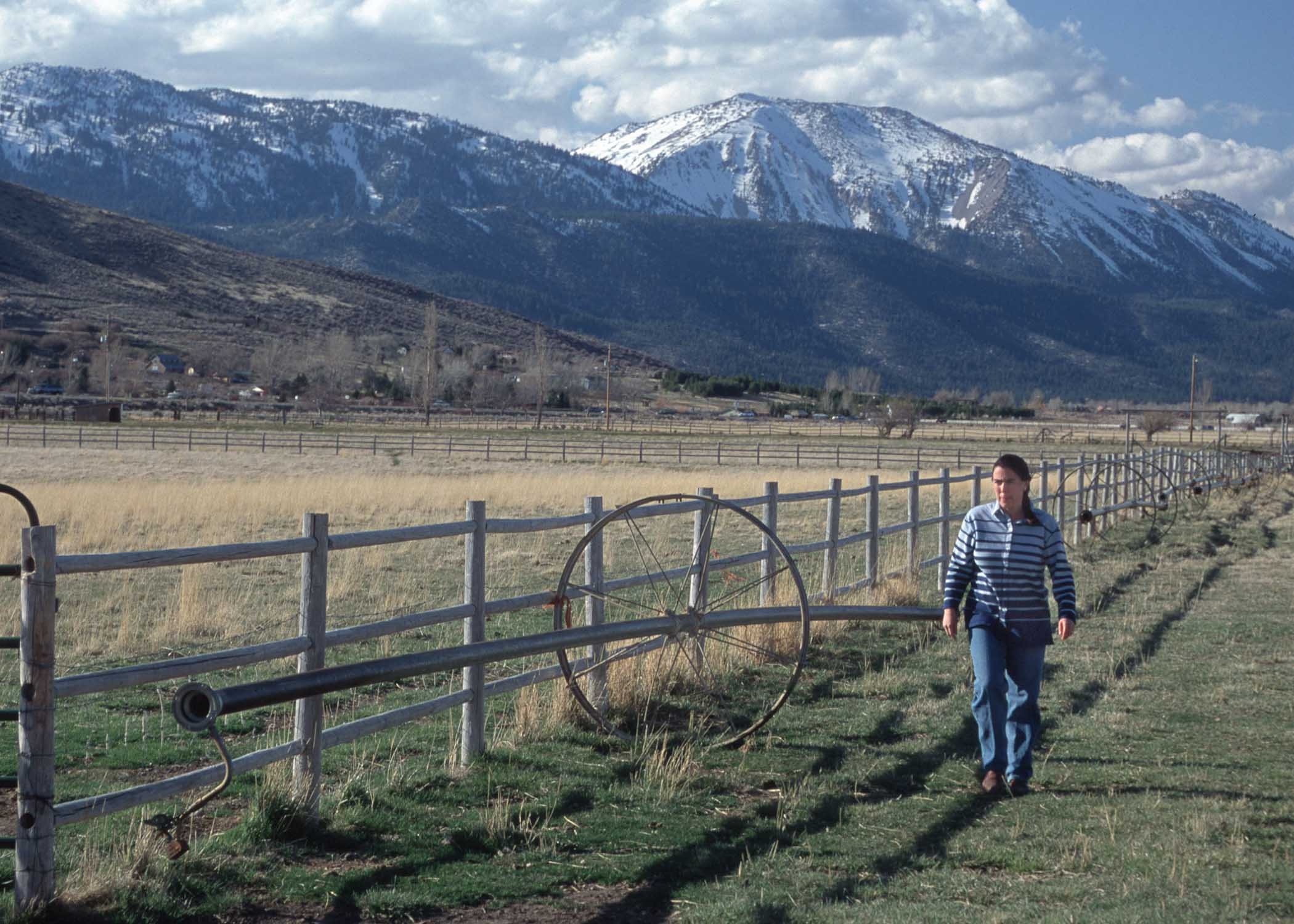
Ранчо в округе Уошоу

- Колд-Спрингс
- Герлах-Эмпайр
- Инклайн-Вилладж/Кристал-Бэй
- Леммон-Валли/Голден-Валли
- Никсон
- Спэниш-Спрингс
- Сан-Валли
- Сатклифф
- Верди-Могал
- Уадсворт